# Fruitmot
De fruitmot (Cydia pomonella), ook wel appelbladroller, is een vlinder uit de familie Tortricidae (bladrollers). De soort overwintert als rups. Het diertje komt oorspronkelijk verspreid over Europa voor, maar is geïntroduceerd in Noord-Amerika.

## Kenmerken
De spanwijdte van de vleugels ligt tussen de 14 en 22 millimeter. De voorvleugels zijn zwart-bruin van kleur en worden gekenmerkt door een patroon van dwarsstrepen, golflijnen en lichter geleurde gedeelte. De achtervleugels zijn donkerbruin van kleur. 
Een volwassen rups is roze van kleur maar de kleur verbleekt gedurende de winter. Een volwassen exemplaar is rond de 20 millimeter lang.

## Levenscyclus
In Europa brengt de fruitmot afhankelijk van de temperatuur een of twee generaties per jaar voort. In het voorjaar zetten de vlinders tussen de zestig en honderd eitjes af. Deze eitjes worden stuk voor stuk afgezet op twijgen en bladeren. In een warm jaar verpoppen de rupsen zich nadat ze zijn uitgekomen in half juli. Als vlinder zetten ze tussen de dertig en zestig eieren af.

## Waardplanten
De fruitmot heeft appel, peer, kweepeer, prunus, kastanje, meelbes en ficus als waardplanten. De vlinder kan zich ontwikkelen als plaaginsect in de fruitteelt.

## Voorkomen in Nederland en België
De fruitmot is in Nederland en in België een verbreid voorkomende soort, die algemeen is. De soort vliegt van mei tot halverwege augustus.